# Giuseppe Castellucci
Pour les articles homonymes, voir Castellucci.
Giuseppe Castellucci (né le 28 avril 1863 à Arezzo, dans la province d'Arezzo, en Toscane, et mort à Florence le 8 avril 1939) est un architecte italien de la fin du XIXe et du début du XXe siècle.

## Œuvres
- Façade du Dôme de Pescia
- Restauration du Chiostro degli Aranci de la Badia Fiorentina, à Florence (1921)

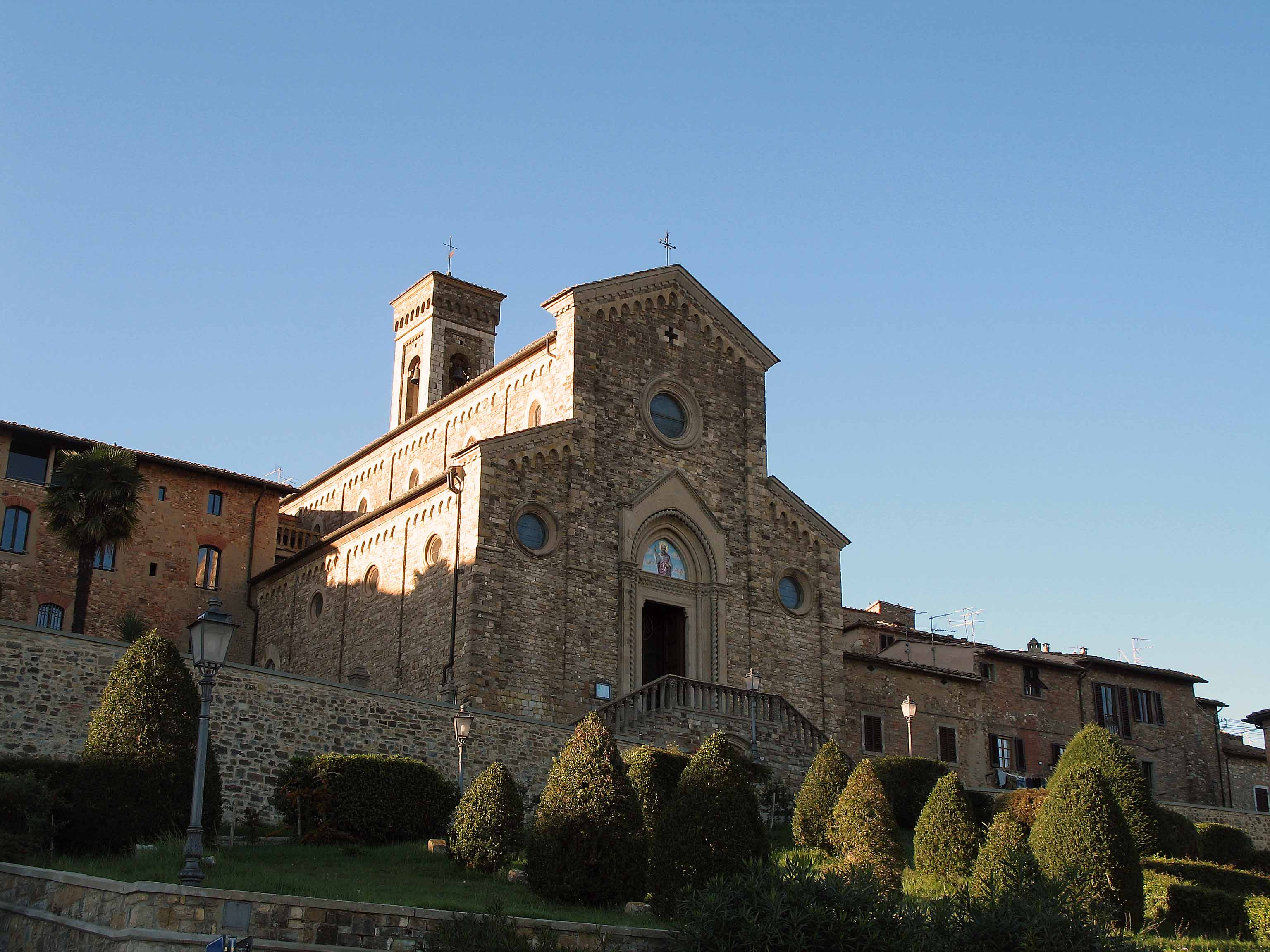
L’église de San Bartolomeo, à Barberino Val d'Elsa, en Toscane

- (Re)construction de la présumée « maison de Dante »

## Sources
- (it) Cet article est partiellement ou en totalité issu de l’article de Wikipédia en italien intitulé « Giuseppe Castellucci » (voir la liste des auteurs).